# Parco nazionale di Tanjung Puting
Il parco nazionale di Tanjung Puting è un parco nazionale dell'Indonesia situato nella parte sud-orientale della reggenza di Kotawaringin Occidentale nella provincia di Kalimantan Centrale (Borneo). La città principale più vicina è la capitale della reggenza, Pangkalan Bun. Il parco è celebre per i suoi programmi di conservazione degli oranghi.

## Geografia

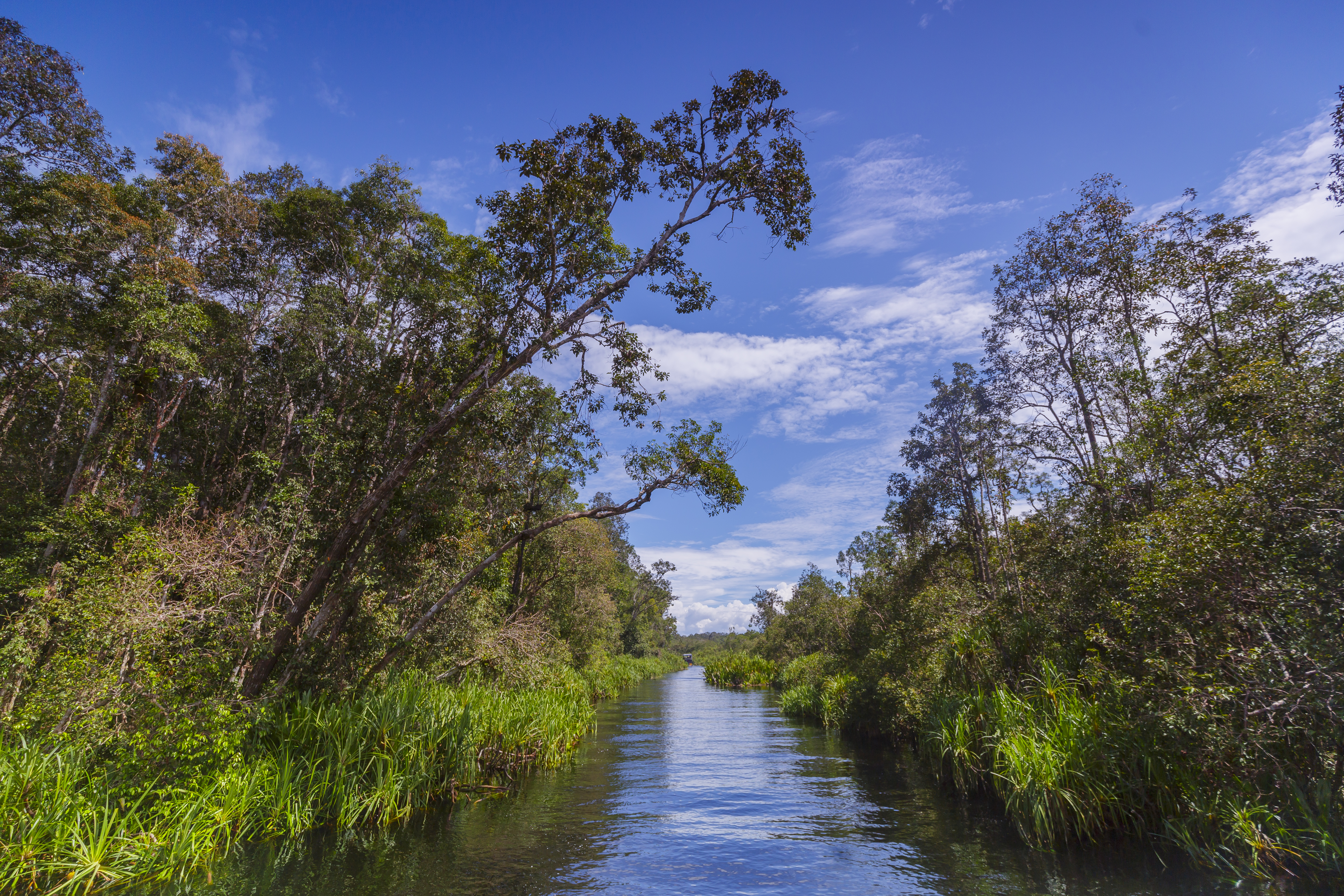
Il fiume Sekonyer.

Il parco è costituito da 416.040 ettari di foresta asciutta di Dipterocarpacee, foreste paludose, brughiere, formazioni di mangrovie e foresta secondaria. Esso può essere raggiunto in motoscafo da Kumai risalendo il fiume Kumai e poi il fiume Sekonyer fino a Camp Leakey, un viaggio che dura al massimo 1 ora e 30 minuti circa. Il fiume Kumai forma il confine settentrionale del parco; al di là di esso la foresta paludosa è stata distrutta per lasciare il posto a piantagioni di palma da olio.
Nonostante sia un parco nazionale protetto, circa il 65% della foresta primaria del parco è degradato. Proprio la perdita dell'habitat naturale è la principale minaccia per la fauna selvatica. La Friends of National Parks Foundation è una ONG indonesiana che si adopera per ripristinare l'habitat originario in due zone del parco, Pasalat e Beguruh, dal 1997. Essa gestisce anche un centro di educazione alla conservazione a Pasalat.
All'interno del parco sono stati istituiti quattro centri di ricerca per lo studio e la riabilitazione degli oranghi e di altri primati. Camp Leakey, fondato nel 1971 con il supporto della Leakey Foundation, è stato il primo di questi centri. Fu qui che la dottoressa Birutė Galdikas iniziò la sua carriera studiando il comportamento degli oranghi salvati dall'uomo che venivano reintrodotti in natura. Le sue ricerche divennero così celebri che si meritarono la copertina del National Geographic nell'ottobre 1975. La dottoressa Galdikas è ora considerata uno dei massimi esperti mondiali sul comportamento degli oranghi ed è la fondatrice e presidentessa della Orangutan Foundation International.
La Orangutan Foundation gestisce la Pondok Ambung Tropical Forest Research Station, dove operano ricercatori indonesiani e internazionali. Questa struttura del parco nazionale è stata sviluppata e gestita dalla Orangutan Foundation e fornisce strutture per studiare la flora e la fauna del parco, particolarmente variegate. La Orangutan Foundation assegna da molti anni piccole borse di studio a singoli studenti, con l'obiettivo di sostenere gli studenti indonesiani.

## Ecologia
Il parco venne istituito già negli anni '30 dal governo coloniale olandese con lo scopo di proteggere gli oranghi e le nasiche; designato riserva della biosfera dall'UNESCO nel 1977, venne dichiarato parco nazionale nel 1982.
Oltre agli oranghi e alle nasiche, il parco ospita anche gibboni, macachi, leopardi nebulosi, orsi malesi, cinghiali, istrici e cervi sambar, oltre a molti rettili, compresi coccodrilli, varani e pitoni, uccelli, compresi buceri e martin pescatori, e insetti, come la farfalla gigante del Borneo. La Pondok Ambung Tropical Forest Research Station è stata istituita nel 2005 con lo scopo di studiare le specie selvatiche presenti nel parco.
Oggi il parco nazionale di Tanjung Puting è una popolare destinazione per gli appassionati di ecoturismo e molte compagnie turistiche locali offrono tour in barca di più giorni per osservare la fauna selvatica e visitare i centri di ricerca. Nel 1997 all'interno del parco vivevano 105.000 persone. Il parco è stato gravemente danneggiato dagli incendi nel 1997 e 1998 e oggi rimane minacciato dal disboscamento illegale, dall'estrazione mineraria illegale e dalla deforestazione per fare spazio a terreni agricoli.
I programmi di conservazione della ONG indonesiana Friends of the National Parks Foundation stanno portando a un lento ma progressivo rimboschimento delle aree danneggiate. L'opera di rimboschimento è stato portato avanti piantumando migliaia di alberelli nell'area allo scopo di ricreare l'habitat per la fauna endemica della zona.

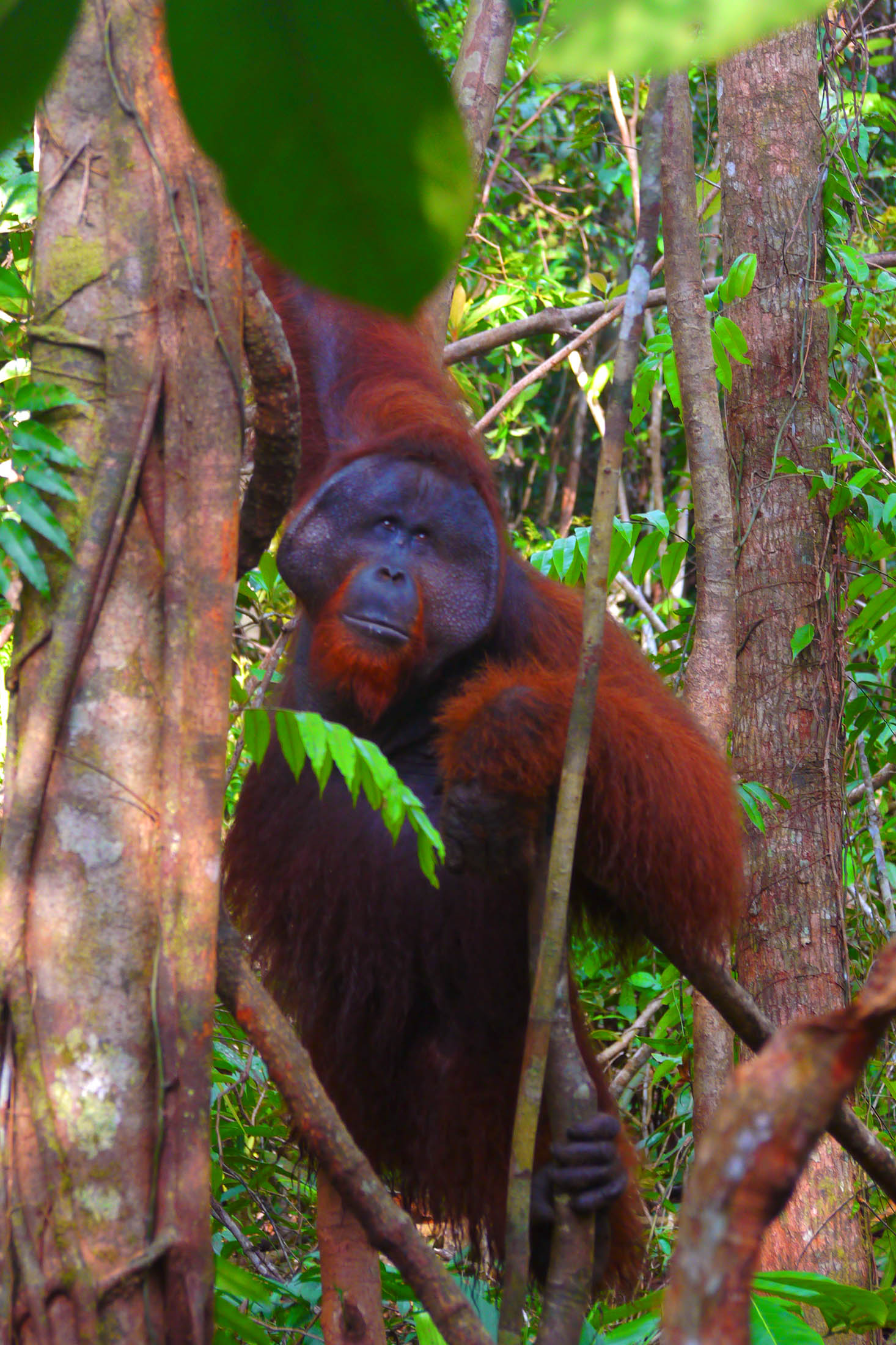
Un maschio di orango (Pongo pygmaeus) nel centro di riabilitazione di Camp Leakey.
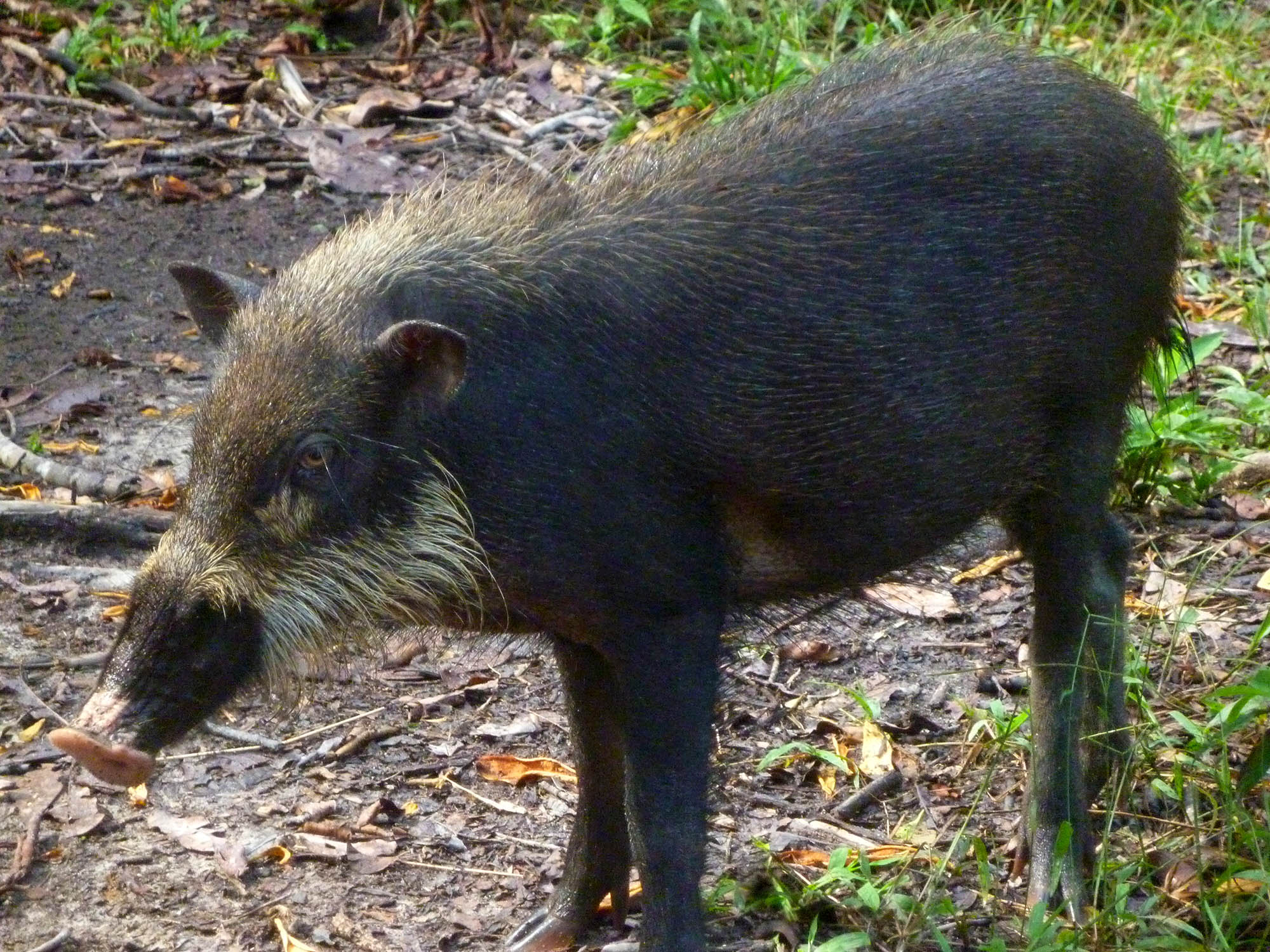
Un cinghiale barbato del Borneo (Sus barbatus), specie endemica di Filippine, Sumatra e Borneo.
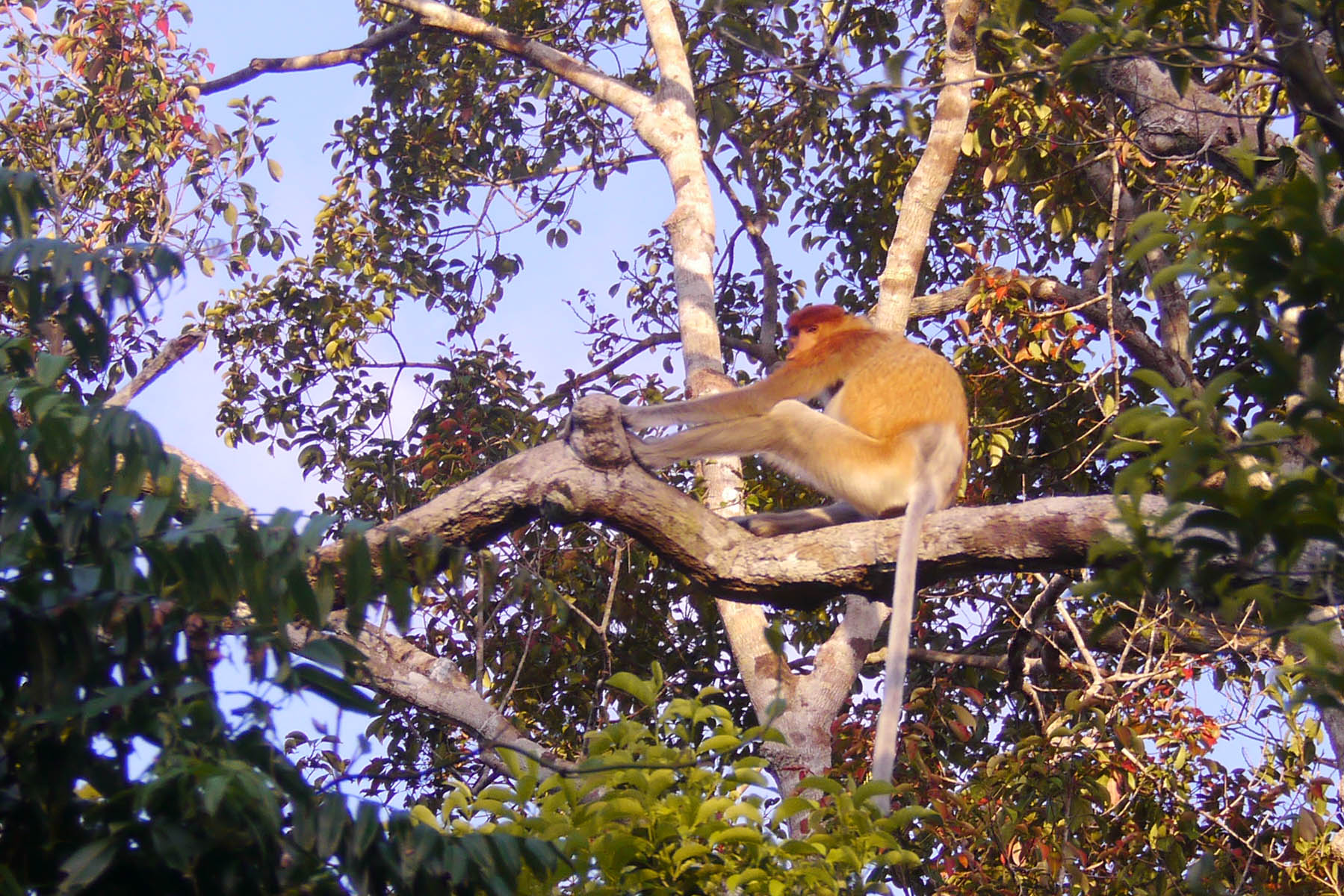
Una femmina di nasica (Nasalis larvatus).
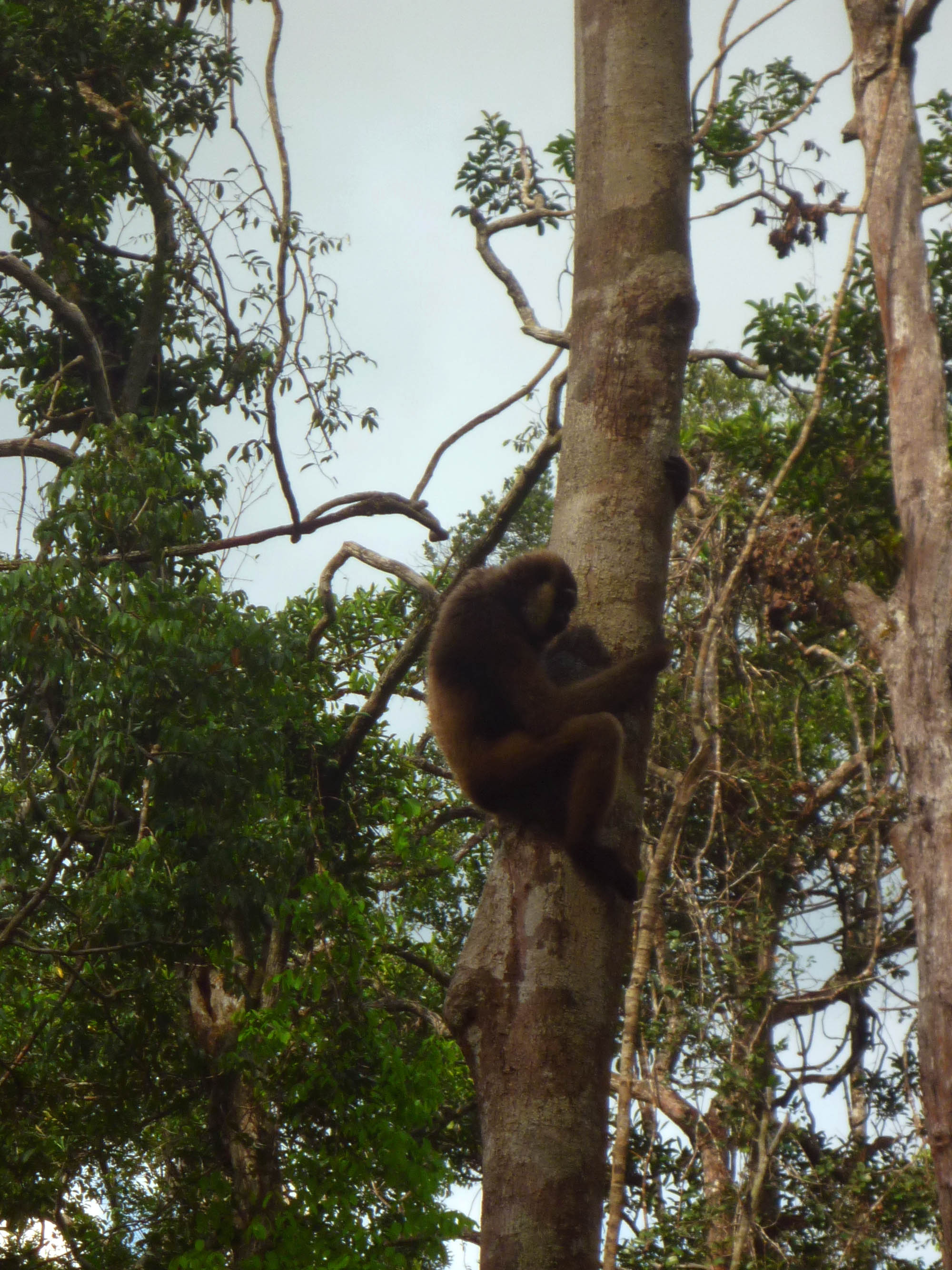
Il gibbone dalla barba bianca (Hylobates albibarbis), endemico del Borneo meridionale.
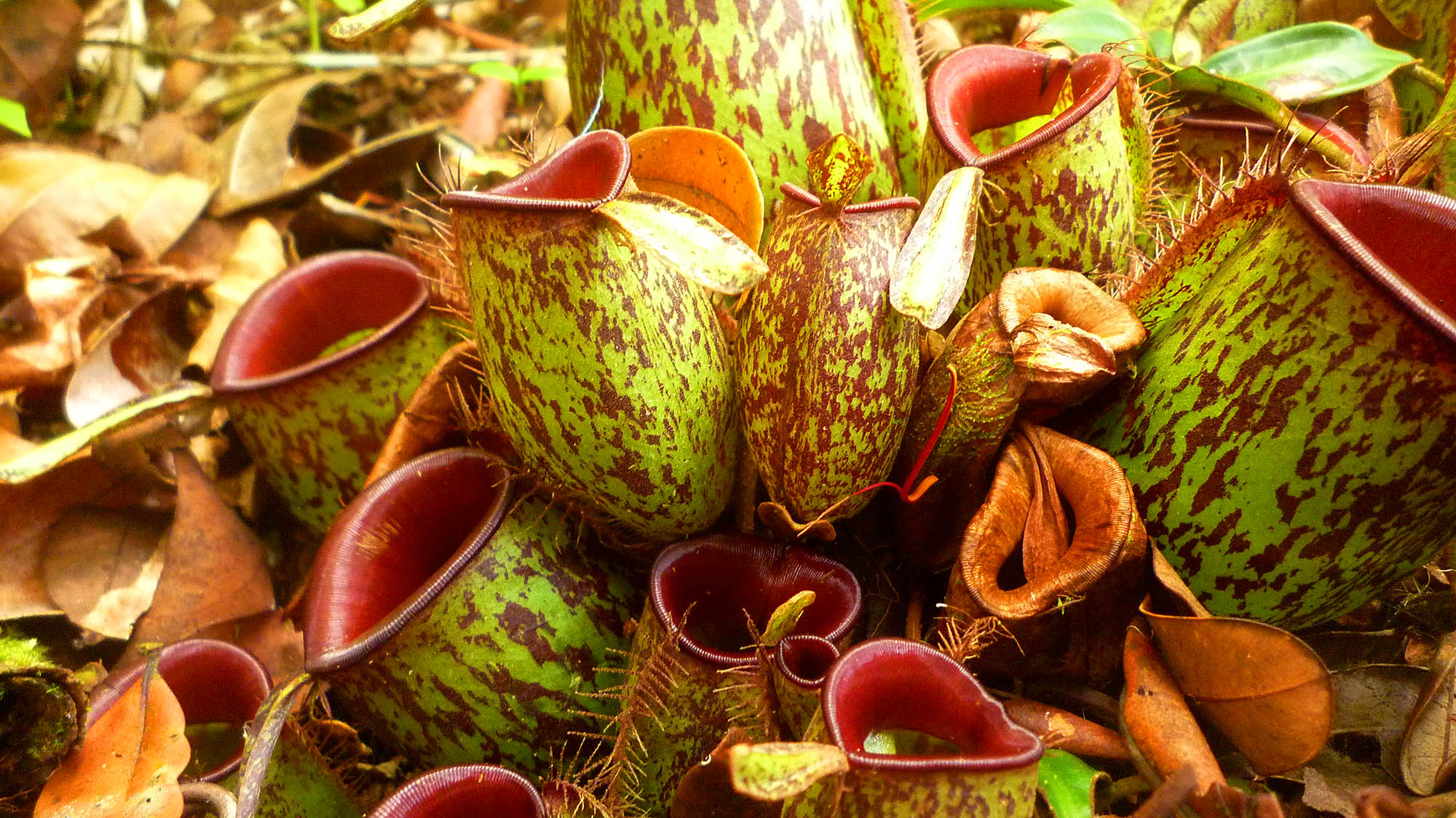
Una pianta carnivora (Nepenthes ampullaria).
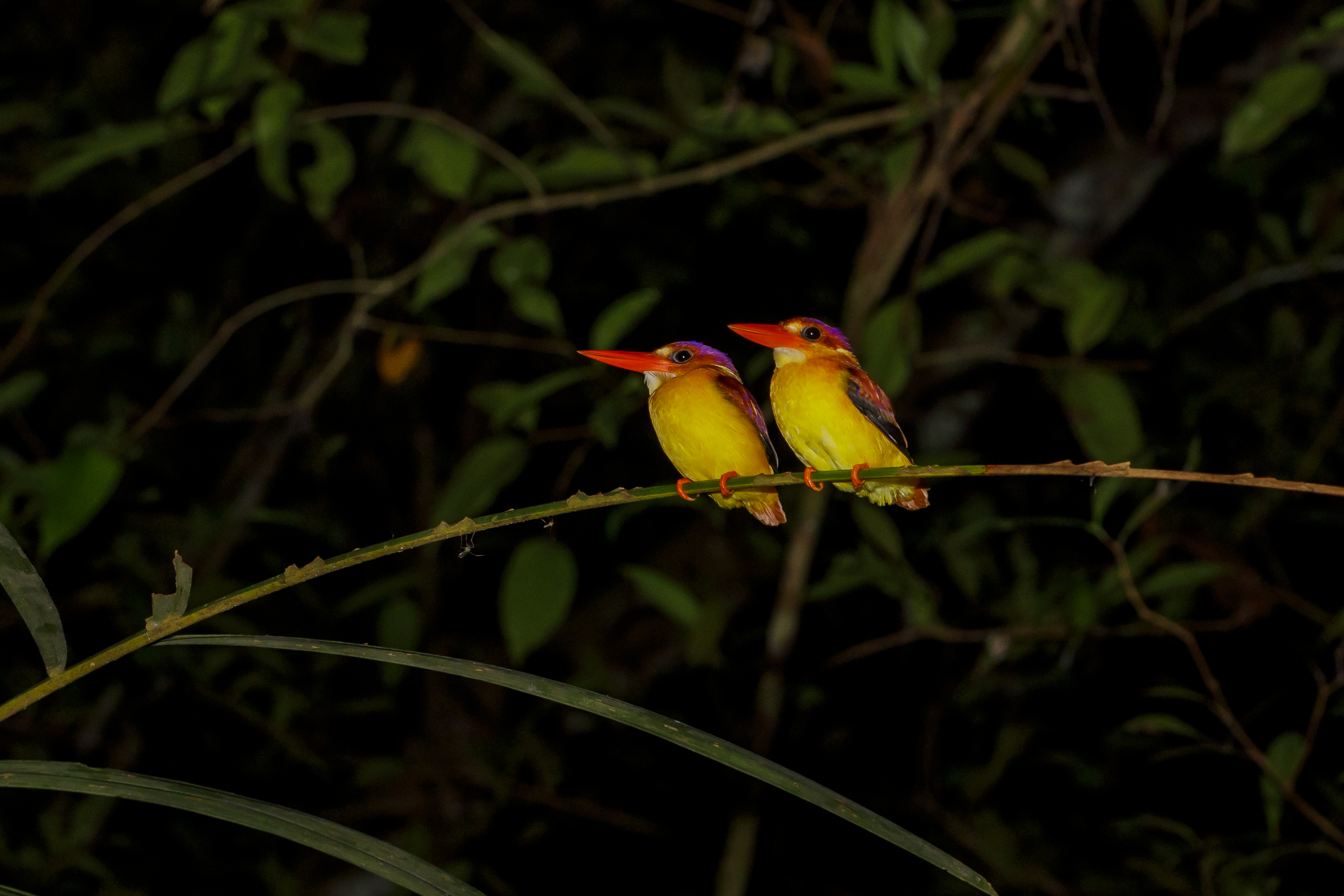
Il martin pescatore tridattilo (Ceyx erithaca).
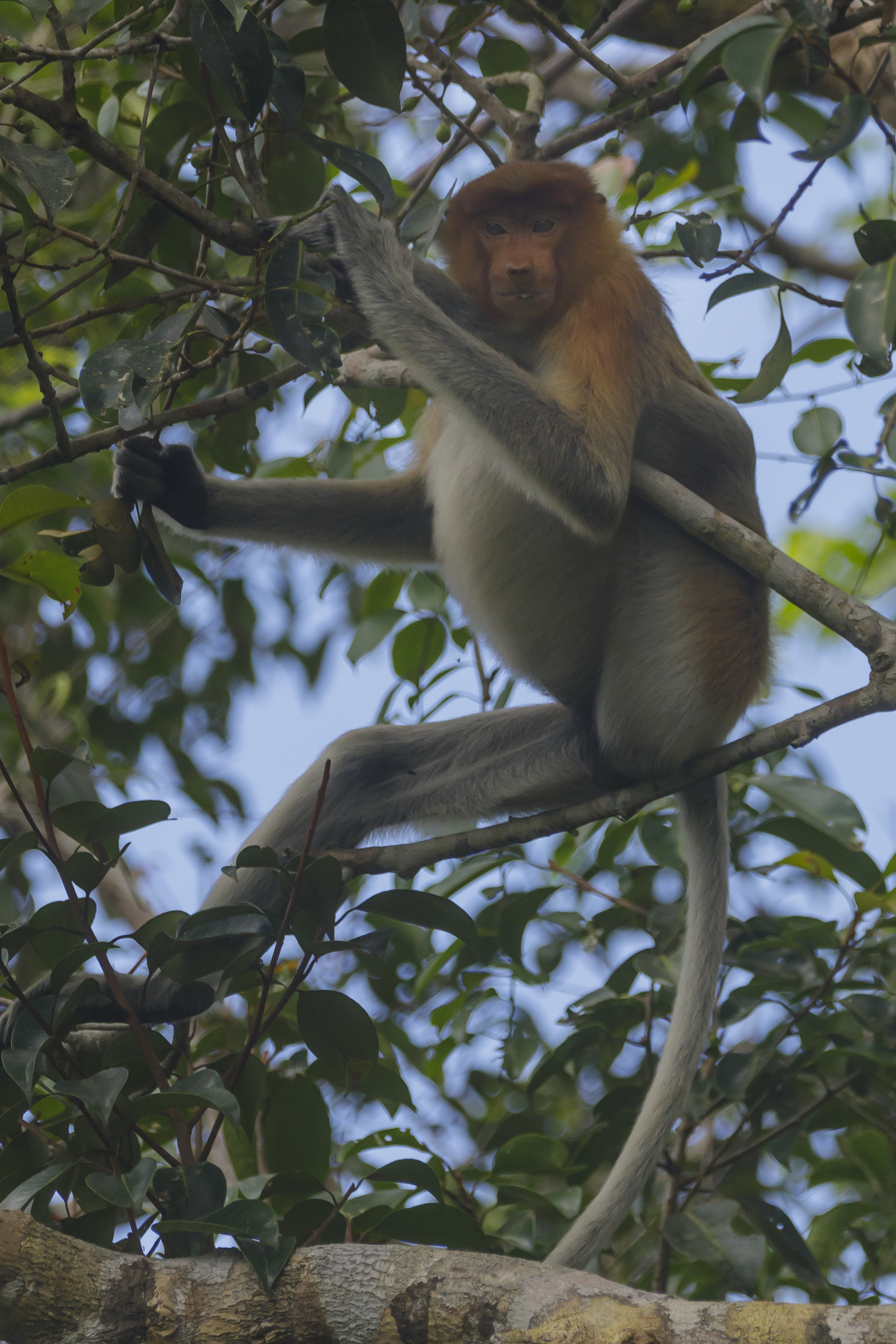
Una nasica (Nasalis larvatus).